# Николаево (Николаевская область)
Николаево (укр. Миколаєве) — бывший посёлок в Веселиновском районе Николаевской области Украины.
Исключён из числа населённых пунктов решением Николаевского областного совета от 29 марта 2013 года в связи с переселением его жителей в другие населенные пункты.
Население по переписи 2001 года составляло 2 человека. Почтовый индекс — 57040. Телефонный код — 5163.

## Местный совет
57040, Николаевская обл., Веселиновский р-н, с. Подолье, ул. Центральная, 22